# Ernst Brauns
Ernst Brauns (* 4. Februar 1833 in Hannover; † 17. September 1891 ebenda; vollständiger Name: Johann Georg Ernst Brauns) war ein deutscher Maurermeister, Bauunternehmer und Architekt. Er gilt als früher Förderer des Tourismus, insbesondere als Wegbereiter der Naherholung im Deister.

## Leben

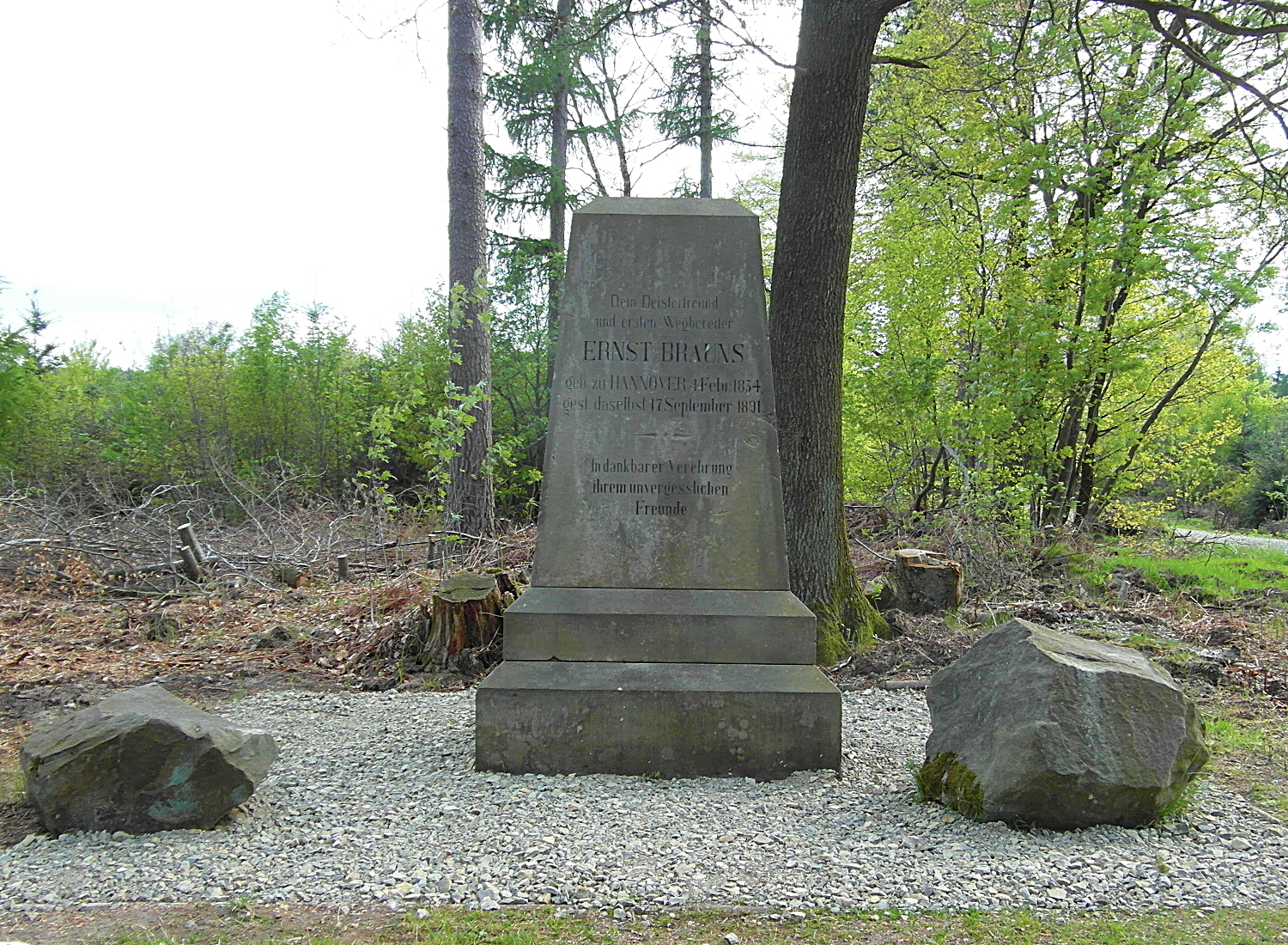
Das denkmalgeschützte Ernst-Brauns-Denkmal am „Rodelbahn-Wanderweg“ (Verlängerung der Deisterstraße, Barsinghausen) im Deister

Johann Georg Ernst Brauns studierte nach dem Schulbesuch von 1848 bis 1852 sowie von 1860 bis 1861 unter der Matrikelnummer 1763 an der Polytechnischen Schule Hannover, unter anderen bei Conrad Wilhelm Hase.
Laut der Baugewerks-Zeitung vom 5. Dezember 1875 war Brauns gemeinsam mit dem Architekten Ludolf Schaper, dem Maurermeister Johann Christoph Fusch, dem Architekten Gustav Röbbelen und dem Baumeister Rudolph Eberhard Hillebrand Mitglied im Vorstand der am 18. und 19. September 1875 gegründeten Baugewerken-Unfall-Genossenschaft zu Hannover.
Mit seinen beiden Söhnen, dem späteren Architekten Friedrich Brauns und Hans Brauns, besuchte Ernst Brauns häufig die damalige Gemeinde Barsinghausen, um von dort aus Wanderwege im Deister zu erkunden und für „Touristen“ zu markieren.
Im Jahr 1883 war Ernst Brauns die maßgebende Kraft bei der Gründung des Hannoverschen Touristenvereins, zu dessen ersten Vorsitzenden ihn die Vereinsmitglieder wählten.

## Bauten
- 1870: einheitlich gestaltete Wohnhausgruppe Thiergartenstraße (heute: Loebensteinstraße) 8, 9 und 10 in Hannover[1][Anm. 2]
  - Nr. 8, Wohnhaus der Familie Humphreys (während der Luftangriffe auf Hannover im Zweiten Weltkrieg zerstört; 1951 Wiederaufbau unter Verwendung erhaltener Bausubstanz[1])
  - Nr. 9, eigenes Wohnhaus von Ernst Brauns (1872 verkauft an Frau Kate Leverson, teilweise erhalten)[1]
  - Nr. 10, Wohnhaus für den Hofbäckermeister Heinrich Kappel (eventuell in Zusammenarbeit mit dem Architekten Wilhelm Weber, nicht erhalten)[1]
- 1879: Annaturm im Deister (benannt nach seiner Ehefrau)[2]

## Ehrungen

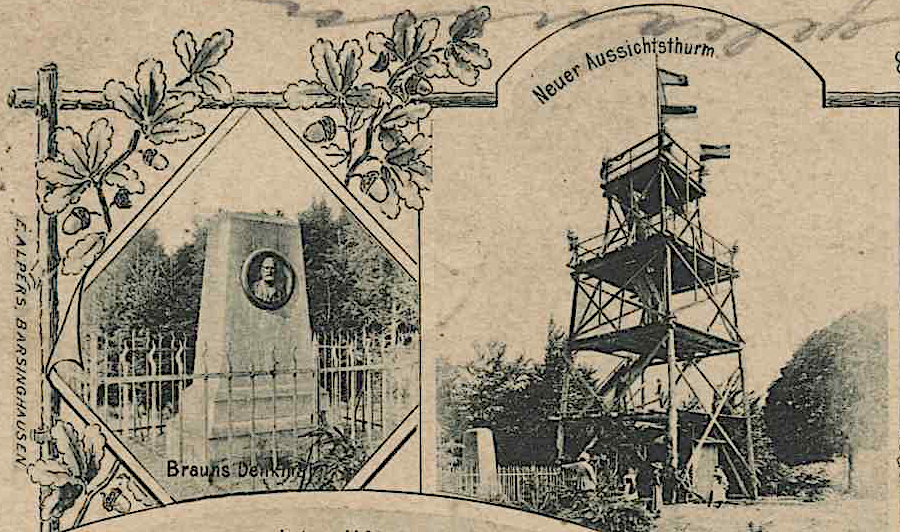
Das am Denkmal montierte Porträt Brauns ist verschollen.
Neben dem Denkmal stand ein Aussichtsturm.

- Das von Barsinghäuser Bürgern gestiftete,[5] 1892 aufgestellte, rund 2 Meter hohe Brauns-Denkmal am sogenannten „Rodelbahn-Wanderweg“ im Deister ließ die Klosterkammer Hannover, zu deren Kunstinventar das Denkmal heute gehört, aufwändig sanieren. Anlässlich der Feier des 125-jährigen Aufstell-Jubiläums wurde es im Beisein von Brauns Ururenkelin Ursula Stumm und weiteren Persönlichkeiten im Jahr 2017 wiedereingeweiht.[3]